# Gmina Ližnjan
Ližnjan (wł. Lisignano) – gmina w Chorwacji w żupanii istryjskiej.

## Miejscowości i liczba mieszkańców (2011)
- Jadreški - 501
- Ližnjan - 1340
- Muntić - 400
- Šišan - 849
- Valtura - 875